# هولاندس کرون
هولاندس کرون (به هلندی: Hollands Kroon) یک شهرستان در هلند است که در هلند شمالی واقع شده‌است. هولاندس کرون −۱ متر بالاتر از سطح دریا واقع شده‌است.